# 野田勝
野田 勝（のだ まさる）は、日本の国土交通技官。千葉県県土整備部長や、東京湾横断道路取締役、国土交通省大臣官房審議官、国土地理院長等を歴任した。

## 人物・経歴
東京大学大学院工学系研究科修了、建設省入省。2003年国土交通省関東地方整備局首都国道事務所長。2013年国土交通省中国地方整備局道路部長。2015年国土交通省中国地方整備局企画部長。2016年千葉県県土整備部長、東京湾横断道路取締役。2018年国土交通省道路局環境安全・防災課長。2019年国土交通省道路局環境安全・防災課長。同年国土交通省大臣官房審議官（道路局）。2020年国土地理院長。2021年国土交通省大臣官房付、退官、日本建設情報総合センター審議役。2022年日本建設情報総合センター理事。